# 88 Black Falcon Avenue (Metro de Boston)
88 Black Falcon Avenue  es una estación de tránsito rápido en la línea Plata del Metro de Boston. La estación se encuentra localizada en 25 Dry Dock Avenue en Boston, Massachusetts. La estación 88 Black Falcon Avenue fue inaugurada el 17 de diciembre de 2004. La Autoridad de Transporte de la Bahía de Massachusetts es la encargada por el mantenimiento y administración de la estación. Esta estación forma parte de la sublínea SL2

## Descripción
La estación 88 Black Falcon Avenue cuenta con aceras para los pasajeros. 

## Conexiones
La estación es abastecida por las siguientes conexiones: 
- Rutas de autobuses: ninguna